# Corné du Plessis
Corné du Plessis (né le 20 mars 1978) est un athlète sud-africain spécialiste des épreuves de sprint qui s'est illustré lors des Championnats du monde d'athlétisme 2001 d'Edmonton en remportant la médaille d'or du relais 4 × 100 mètres avec ses coéquipiers Morné Nagel, Lee-Roy Newton et Mathew Quinn.

## Records personnels
- 100 mètres : 10 s 25 (Heusden, le 14/07/2001)
- 200 mètres : 20 s 39 (Pretoria, le 23/03/2001)

## Palmarès
- Championnats du monde d'athlétisme 2001 à Edmonton :
  -  Médaille d'or du relais 4 × 100 mètres, Record national du relais